# 切斯特山峽前哨戰
切斯特山峽前哨戰(Chester Gap)爆發於1862年11月5日，為美國南北戰爭期間發生於維吉尼亞州的一場小型衝突。

## 戰事
1862年11月5日，北方騎兵於巴比斯十字路口(Barbee's Cross Road)偵察一支達3,000人的南方騎兵，於是同時從亞方面攻其中史與左右兩翼。激烈戰鬥後，南軍撤退；北軍因為原本人數較少，只有1,500人，放棄追擊。

## 傷亡
北軍15人傷亡，南軍36人傷亡。

## 外部連結
http://www.mycivilwar.com/battles/1862s.htm （页面存档备份，存于）